# Alqīān
Alqīān (persiska: اَلقيان, القیان) är en ort i Iran.   Den ligger i provinsen Västazarbaijan, i den nordvästra delen av landet, 600 km väster om huvudstaden Teheran. Alqīān ligger 1 284 meter över havet och antalet invånare är 197.
Terrängen runt Alqīān är huvudsakligen platt, men söderut är den kuperad.Runt Alqīān är det ganska tätbefolkat, med 185 invånare per kvadratkilometer. Närmaste större samhälle är Urmia, 18,1 km nordväst om Alqīān. Trakten runt Alqīān består till största delen av jordbruksmark.